# هاري أيه ميليس
هاري أيه ميليس (بالإنجليزية: Harry A. Millis) (و. 1873 – 1948 م) هو عالم اقتصاد من الولايات المتحدة الأمريكية . ولد في باولي .
توفي في شيكاغو .بسبب سكتة دماغية .

## التعليم
تعلم في جامعة شيكاغو، وجامعة إنديانا.